# Benton (Alabama)
Pour les articles homonymes, voir Benton.
Benton est une municipalité américaine située dans le comté de Lowndes en Alabama.
Selon le recensement de 2010, sa population est de 49 habitants. La municipalité s'étend sur 0,34 milles carrés (0,88 km2).

## Démographie
| 1890 | 1970 | 1980 | 1990 | 2000 | 2010 |
| ---- | ---- | ---- | ---- | ---- | ---- |
| 265  | 115  | 74   | 48   | 47   | 49   |